# 파리 대 모스크

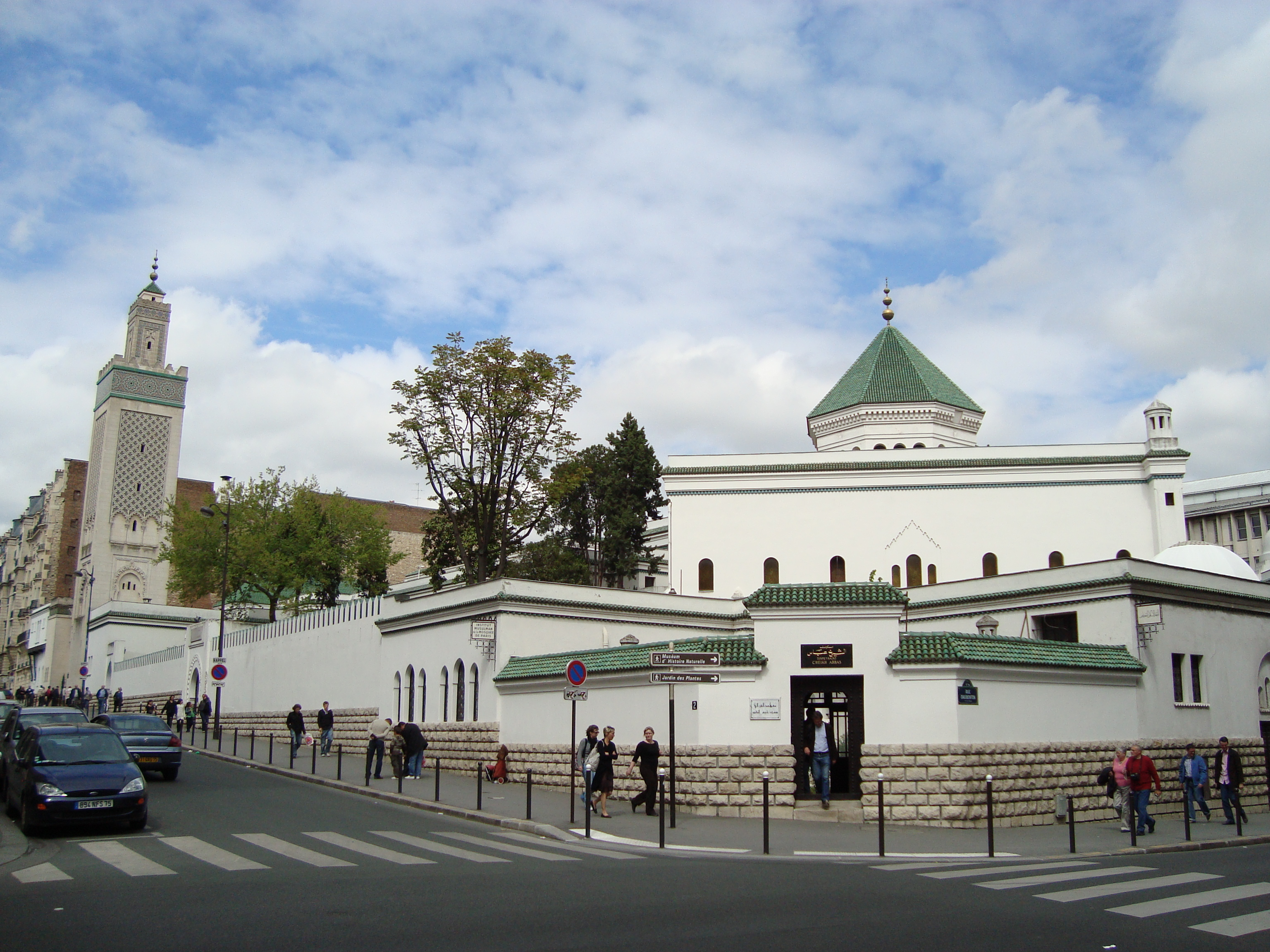
파리 대 모스크

파리 대 모스크(프랑스어: Grande Mosquée de Paris 그랑 모스케 드 파리[*])은 프랑스 파리 5구에 있는 모스크로, 프랑스에서 가장 큰 모스크 중 하나다. 기도실, 야외 정원, 소규모 도서관, 기념품 가게, 카페, 레스토랑이 있다. 1926년에 완공되었으며 프랑스 본토에서 가장 오래된 모스크다.